# Space (französische Band)
Space war eine vierköpfige Band, die 1977 von Didier Marouani in Frankreich gegründet wurde.

## Bandgeschichte
Einige Musikstücke der Band konnten sich in den Hitparaden platzieren, darunter das bekannteste Magic Fly, welches in vielen Ländern sogar ein Nr.-1-Hit wurde. Da Marouani nicht nur der Begründer der Band war, sondern auf den ersten drei Alben alle Stücke selber schrieb (anfangs unter dem Pseudonym Ecama), wird er oft als einziger mit Space in Verbindung gebracht, obwohl er die Band bereits 1979 wieder verließ und später neue Projekte unter seinem Namen bzw. unter der Bezeichnung Didier Marouani & Space realisierte. Die Band brachte insgesamt vier Alben heraus, weiterhin erschien noch ein Best-of-Sampler. Fünf weitere Alben spielte Didier Marouani ohne feste Bandmitglieder ein, diese werden aber dennoch der Space-Diskographie zugerechnet.
Das Album Deeper Zone von 1980 wurde ohne Marouani produziert, da er nach Meinungsverschiedenheiten mit seinem Produzenten, der ein geplantes Konzert am Eiffelturm in Paris kurzfristig abgesagt hatte, die Gruppe verließ, um unter seinem eigenen Namen weiter tätig zu werden. Dies war notwendig, da die Rechte an der Bezeichnung Space weiter beim Produzenten lagen und Marouani so den von ihm geschaffenen Bandnamen nicht weiter nutzen durfte. Deeper Zone wurde allerdings ein Flop, sodass auch Roland Romanelli, ein weiteres Gründungsmitglied und nach Marouanis Ausscheiden der neue Kopf der Gruppe, die Bezeichnung Space aufgab und seine musikalische Karriere anschließend ebenfalls unter seinem Namen fortsetzte. Ein veritabler Erfolg gelang Romanelli noch mit dem Instrumentalstück Connecting Flight, welches von 1985 bis 1986 Titelmelodie der ZDF-Hitparade war.
Da der große Erfolg nach dem Hit Magic Fly ausblieb, konzentrierte sich Didier Marouani nach 1979 auf das Gebiet der ehemaligen Sowjetunion, wo er insbesondere in Russland und der Ukraine viele Liveauftritte hatte und in diesen Ländern bis heute viel populärer ist als in seiner Heimat und Westeuropa. Inzwischen hat Marouani die Namensrechte für Space wieder zurückerlangt und 2011 ein neues Album From Earth To Mars produziert.

## Stil
Die Musikrichtung von Space kann einer frühen Form des Electro-Pop und sicherlich auch der damals populären Disco-Musik zugeordnet werden. Aufgrund der futuristischen Sounds und Cover-Artworks wird die Gruppe außerdem mit dem Untergenre Space Disco in Verbindung gebracht. Die Alben der Band wurden überwiegend mit Synthesizern eingespielt, enthalten aber alle auch mindestens ein Vokalstück.

## Diskografie

### Alben
- 1977: Magic Fly
- 1977: Deliverance
- 1978: Just Blue
- 1980: Deeper Zone
- 1982: Paris France Transit
- 1983: Paris France Transit Live (2 LPs)
- 1987: Space Opera
- 1995: Space Magic Concerts
- 2001: From Earth to Mars
- 2002: Symphonic Space Dream
- 2002: Concert en URSS

### Kompilationen
- 1981: Le meilleur de – The Best Of
- 1983: Magic Fly
- 1985: The Very Best of Space
- 1990: Le meilleur du synthétiseur (Volume 1)
- 1990: Le meilleur du synthétiseur (Volume 2)
- 1995: Best Of
- 1998: Best Of
- 2009: The Space Remixes
- 2009: The Best Of
- 1990: Magic synthétiseurs

### Singles
- 1977: Magic Fly
- 1977: Carry On, Turn Me On / Tango in Space
- 1977: Running in the City / Air Force
- 1978: Deliverance
- 1978: Just Blue
- 1979: My Love Is Music
- 1979: Save Your Love for Me
- 1980: Inner Voices
- 1980: On the Air
- 1980: Tender Force
- 1985: Magic Fly (Remix)